# روب أتكينسون (لاعب كرة قدم)
روب أتكينسون (بالإنجليزية: Rob Atkinson)‏ (29 أبريل 1987 في المملكة المتحدة - ) هو لاعب كرة قدم بريطاني في مركز الدفاع. شارك مع منتخب إنجلترا لكرة القدم C ‏. أما مع النوادي، فقد لعب مع غريمسبي تاون ونادي أكرينغتون ستانلي ونادي بارنسلي ونادي روتشديل ونادي سكاربورو ونادي هاليفاكس تاون ونادي جيزيلي ‏ وفليتوود تاون.

## وصلات خارجية
- روب أتكينسون على موقع قاعدة بيانات كرة القدم.إي يو (الإنجليزية)
- روب أتكينسون على موقع Soccerbase.com (لاعب) (الإنجليزية)
- روب أتكينسون على موقع Soccerway.com (الإنجليزية)